# Brodhead (Wisconsin)
Pour l’article homonyme, voir Brodhead.
Brodhead est une ville à cheval sur les comtés de Green et de Rock dans le sud de l'État américain du Wisconsin dans le Midwest. Sa population était de 3 293 habitants au recensement de 2010. 

## Histoire
Juste au sud de la ville se trouve l'« arbre de mi-chemin » (Half-Way Tree), un chêne du genre Quercus macrocarpa, censé marquer autrefois, pour les Amérindiens, le milieu du chemin de piste qui reliait le lac Michigan au fleuve Mississippi.
En février 2000, la ville a annexé une partie du territoire de la ville voisine de Spring Valley.
Le centre historique de la ville, l'Exchange Square Historic District a été inscrit au Registre national des lieux historiques en 1984.

## Géographie
La ville se trouve une dizaine de kilomètres au nord de la frontière entre le Wisconsin et l'Illinois, à une cinquantaine de kilomètres au sud de Madison, la capitale de l'État, à 130 km au sud-ouest de Milwaukee et à 170 km au nord-ouest de Chicago. Un des bras de la Sugar River (en), un affluent de la Pecatonica, marque la limite nord-ouest de la ville.
Selon le Bureau du recensement des États-Unis, la ville a une superficie totale de 4,2 km2 (1,6 mile carré), entièrement terrestre. L'altitude moyenne de la ville est de 242 m, variant seulement de +/- 1 mètre. 

## Démographie
Au recensement de 2000, il y avait 3180 habitants, 1301 foyers et 876 familles résidant dans la ville. La densité de population était de 753,3 hab/km2. Il y a 1355 domiciles avec une densité moyenne de 321 domiciles/km2. La répartition ethnique est de 98,05 % de blancs, 0,97 % d'Hispaniques, 0,28 % d'Afro-américains, 0,03 % d'Amérindiens, 0,25 % d'Asiatiques et 0,53 % d'autres groupes ethniques.
Il y a 1301 foyers dont 33,3 % ont des enfants de moins de 18 ans vivant dans le foyer. 51,8 % sont des couples mariés vivant ensemble, 10,8 % sont des familles mono-parentales sans père de famille dans le foyer et 32,6 % ne sont pas des cellules familiales, 28,2 % des foyers sont composés de personnes seules et 12,8 % de personnes seules de 65 ans et plus. La taille moyenne des foyers est de 2,43 personnes et la taille moyenne des familles est de 2,96.
La répartition par classe d'âge de la population est de 26,7 % de moins de 18 ans, 7,4 % de 18 à 24 ans, 28,7 % de 25 à 44 ans, 20,7 % de 45 à 64 ans et 16,6 % de 65 ans et plus. L'âge médian est de 36 ans. La répartition par sexe est de 100 femmes pou 92,1 hommes et pour les 18 ans et plus, de 100 femmes pour 89,1 hommes.
Le revenu médian des foyers de la ville est de 36 506 dollars et le revenu médian des familles est de 46 199 dollars. Les hommes ont un revenu médian 32 031 dollars contre 24 442 pour les femmes. Le revenu par tête est de 17 455 dollars. Environ 6,6 % des familles et 7,3 % de la population est en dessous du seuil de la pauvreté, dont 4,1 % des moins de 18 ans et 5,8 % des 65 ans et plus.

## Transports

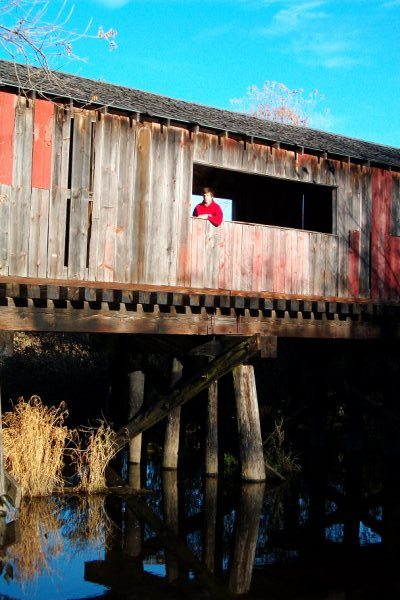
Le Clarence Bridge, vieux pont couvert au dessus de la Sugar River à Brodhead, construit en 1865 et fermé à la circulation automobile en 1931.

3 voies rapides de l'État passe sur le territoire de la ville :
- Wisconsin Highway 11 (en) qui traverse le sud de l'État d'est en ouest  passe dans la ville, alors 1st Center Ave ;
- Wisconsin Highway 81 (en) passe au sud de la ville ;
- Wisconsin Highway 104 (en) démarre au coin nord-est de la ville[2].

Une voie ferrée de la Wisconsin and Southern Railroad (en), reliant Janesville à Monroe, traverse la ville.

## Personnalités liées à la ville
- Milton Stanley Livingston (1905-1986), physicien, né à Brodhead